# نادي آرتسول
نادي آرتسول لكرة القدم (بالبرتغالية: Artsul Futebol Clube‏) هو فريق كرة قدم برازيلي من مدينة نوفا إيغواسو في ولاية ريو دي جانيرو، تأسس في 19 يونيو 2001. وهو تابع لشركة آرتسول وهي شركة متخصصة في الخرسانة.
ألوان الفريق: أزرق وأخضر وأبيض.